# Desierto sonoro
Desierto sonoro es una novela de 2019 de la escritora Valeria Luiselli, quien se inspiró en parte en la política estadounidense en ese momento de separar a los niños de sus padres en la frontera entre México y Estados Unidos.  Es el primer libro que Luiselli escribió en inglés.
La obra ganó el Premio Rathbones Folio 2020 y el Premio Literario Internacional de Dublín 2021. También fue preseleccionada para el Premio Booker de 2019 y el Premio de Mujeres de Ficción de 2019.
El libro detalla un viaje a través del país desde Nueva York a Arizona en un automóvil por parte de un esposo y una esposa, "mamá" y "papá", y sus hijos, "la niña" y "el niño", ambos de relaciones anteriores.  La novela incorpora fragmentos de la poesía de otros autores, incluidos poemas de Anne Carson, Galway Kinnell y Augusto Monterroso.  El clímax de la obra, "Echo Canyon", consiste en una sola oración que ocupa 20 páginas. La novela termina con 24 fotos Polaroid proporcionadas por Luiselli, acreditadas al hijastro ficticio en la novela.

## Trama
Una documentalista anónima vive en la ciudad de Nueva York con su esposo y sus dos hijos.
La pareja se conoce mientras graban un proyecto sobre idiomas, siendo ella periodista y trabajando él en acustemología. Viven juntos desde hace varios años, sin embargo, el marido le comunica a la mujer que ha decidido grabar un proyecto sobre los Apaches que lo llevará a Arizona. La mujer no quiere ir allí, pero se da cuenta de que su esposo está dispuesto a dejarla atrás. De mala gana, para retrasar la ruptura de su matrimonio, decide que ella y los niños lo acompañarán a Arizona, después de lo cual ella y la niña, su hija biológica, investigarán sobre las hijas de su amiga Manuela, dos niñas que cruzaron la frontera en busca de asilo y que desde entonces han desaparecido bajo custodia federal.
Mientras viajan por los EE. UU., el padre les cuenta a los niños historias de los apaches y Gerónimo, mientras que la madre les habla de los "niños perdidos", inmigrantes latinoamericanos que cruzan la frontera en busca de refugio en los EE. UU. Ambos niños comienzan a obsesionarse con estos historias y combinarlas en sus cabezas. El niño finalmente cree que si él y la niña se pierden, podrán encontrar a los hijos de Manuela y sus padres, que irán a buscarlos, podrán recuperarlos a los cuatro. El niño decide irse con la niña, dejando un mapa para que sus padres lo descubran y les diga que se reunirán en Echo Canyon.
El niño y la niña huyen juntos, la niña sin darse cuenta de lo que están haciendo. Mientras van al Echo Canyon, el niño lee un libro que su madre había estado leyendo, Elegías para los niños perdidos. Finalmente, los personajes del libro y el niño y la niña se fusionan. Se encuentran en el desierto donde uno de los niños perdidos se burla del niño por creer que puede encontrar a las hijas de Manuela. A la mañana siguiente, el niño se da cuenta de que la niña ha regalado todos sus suministros a los otros niños, ya que están a punto de ser rescatados. Milagrosamente lo son, ya que se encontraban cerca del Echo Canyon.
Después del susto, los padres hacen todo lo posible por mantenerse unidos como familia. Sin embargo, la mujer recibe una llamada informándola de que las hijas de Manuela fueron encontradas muertas en el desierto. El dolor separa a la familia y la madre y la niña parten.

## Recepción
Según el agregador de reseñas literarias Book Marks, la novela recibió críticas abrumadoramente positivas.
El libro fue nombrado uno de los diez mejores libros de 2019 por el New York Times Book Review . Fue finalista del Premio del Círculo Nacional de Críticos de Libros de ficción de 2019.

## Traducción
La novela fue traducida al español por Luiselli y Daniel Saldaña París. Fue lanzada en formato de libro electrónico por Vintage Español, un sello de Knopf Doubleday, en septiembre de 2019 y en formato de bolsillo en octubre de 2019.

## Premios y nominaciones
| Año  | Premio                                                      | Resultado       | Ref.   |
| ---- | ----------------------------------------------------------- | --------------- | ------ |
| 2020 | Medalla Andrew Carnegie a la excelencia en ficción          | Ganó            | [ 15 ] |
| 2019 | Premio Booker                                               | Preseleccionada | [ 16 ] |
| 2020 | Premio Literario de la Paz de Dayton: Ficción               | Finalista       | [ 17 ] |
| 2021 | Premio Literario Internacional de Dublín                    | Ganó            | [ 18 ] |
| 2019 | Premio Kirkus de ficción                                    | Finalista       | [ 19 ] |
| 2019 | Premio del Círculo Nacional de Críticos de Libros : Ficción | Finalista       | [ 20 ] |
| 2020 | Premio Folio Rathbones                                      | Ganó            | [ 21 ] |
| 2019 | Premio de la Mujer de Narrativa                             | Preseleccionada | [ 22 ] |